# Protipříklad
V oblasti logiky a zejména v matematice nebo filozofii je protipříklad výjimka z uvažovaného obecného pravidla, tedy speciální případ nepravdivosti formule s obecným kvantifikátorem (formule typu: „Pro všechny…“).
Například věta: „Všichni studenti jsou líní.“ Protože tento výrok přikládá jistou vlastnost (lenost) „všem“ studentům, pak byť i „jediný“ student porušující tuto vlastnost dokáže neplatnost tohoto tvrzení. Proto je jakýkoli pilný student protipříkladem vyvracejícím větu: „Všichni studenti jsou líní.“

## Použití

### Matematika
V matematice se protipříklady často používají k prozkoumání hranic možných tvrzení.
Prokázáním, že jistá domněnka je nepravdivá, za použití protipříkladů, se matematici vyhnou slepým cestám a zjistí jak upravit domněnky, aby vzniklo dokazatelné tvrzení.

### Filozofie
Ve filozofii se protipříklady obvykle používají k argumentaci, že jistý filozofický postoj je chybný, poukázáním na fakt, že v některých případech neplatí. Na rozdíl od matematiků filozofové nemohou dokázat jejich tvrzení nade vši pochybnost a tak mohou jiní filozofové nesouhlasit a snažit se najít protipříklad, kterým by na ten původní odpověděli.

### Formální verifikace
Protipříklad se používá také v oblasti formální verifikace, kdy protipříkladem bývá běh systému (jeho chování), který porušuje ověřovanou vlastnost. Pokud je protipříklad nalezen, upravuje se většinou systém nebo vlastnost tak, aby se mohlo v dalším průchodu dokázat, že systém již danou vlastnost splňuje nebo nalezen protipříklad nový. Po několika takovýchto krocích lze obvykle nalézt lepší systém nebo jeho vlastnosti.